# Neckarsulm
Neckarsulm (pronunciación en alemán: /nɛkaʁˈzʊlm/ⓘ) es una ciudad en el norte de Baden-Württemberg, Alemania, cerca de Stuttgart, y parte del distrito de Heilbronn. En el año 2004, Neckarsulm tenía 27.296 habitantes. 
El nombre de la ciudad proviene de los dos ríos que se unen en esta ciudad: el Neckar y el Sulm. En algunas ocasiones la etimología del nombre se ha confundido, del correcto Neckar-Sulm se ha pasado a leer "Neckars - Ulm", lo que significaría el Ulm del Neckar. Asimilando el nombre de la ciudad que nos ocupa al de la ciudad de Ulm, con la que no tiene nada que ver, ya  que está muy lejos hacia el este, en el Danubio en la frontera entre Baden-Wurtemberg y Baviera. 
En Neckarsulm se encuentran ubicadas importantes industrias del metal: 
- la fábrica de montaje de Audi que anteriormente perteneció a NSU Motorenwerke AG
- la planta de aluminio de Audi y quattro GmbH.

También son afamados los vinos producidos por la cooperativa vitivinícola Gundelsheim Weingaertnergenossenschaft, que además pasa por ser la más antigua de Alemania; en los extensos viñedos de la región se cultivan principalmente las variedades de uva trollinger y Limburger. Adicionalmente se encuentra la sede central del Schwarz Gruppe, la compañía de supermercados más grande de Alemania. 
Neckarsulm es famosa por ser la primera ciudad de menos de 10.000 habitantes que ocupó el primer puesto en la competición de la Solarbundesliga, una iniciativa para llevar las energías renovables a las ciudades alemanas.

## Ciudades hermanadas
- Carmaux, Francia
- Bordighera, Italia
- Grenchen, Suiza
- Zschopau, Alemania
- Budapest, Hungría

## Galería

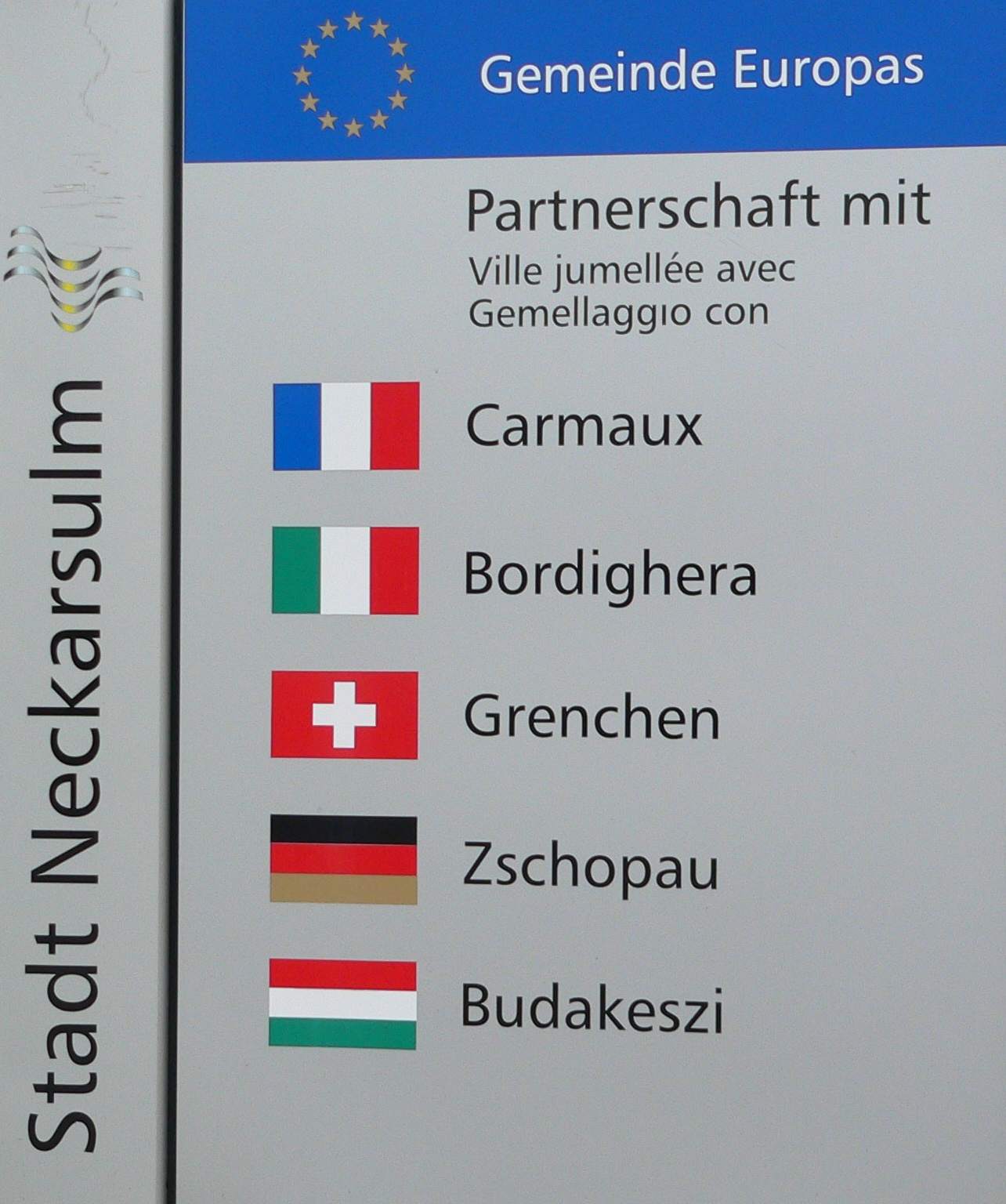
Señal que indica las ciudades hermanadas con Neckarsulm
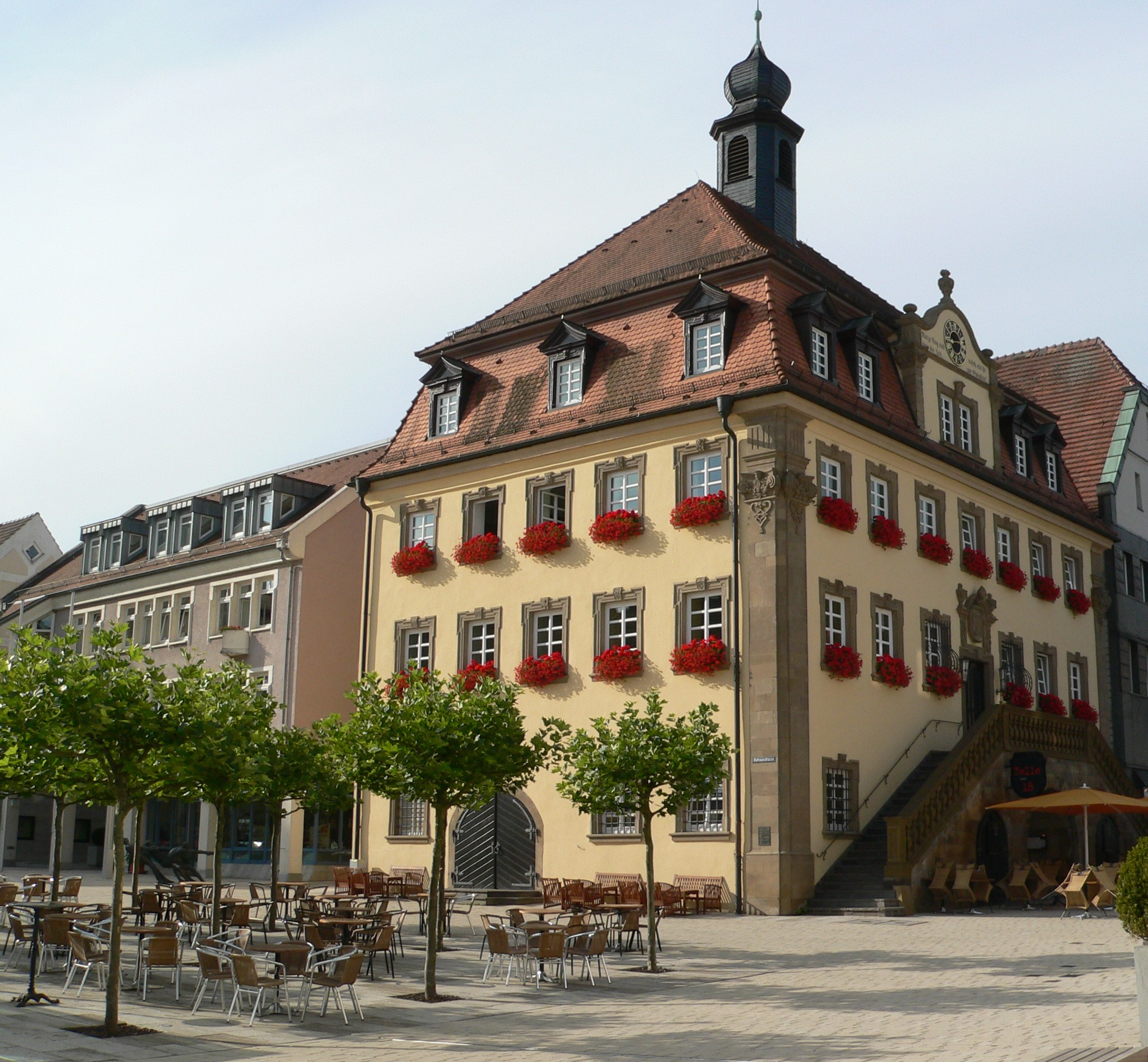
Ayuntamiento de Neckarsulm
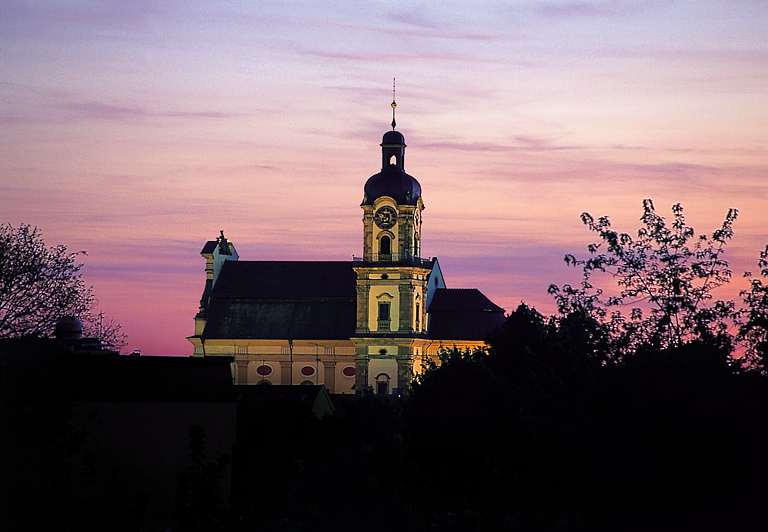
Iglesia de "St. Dionysius"
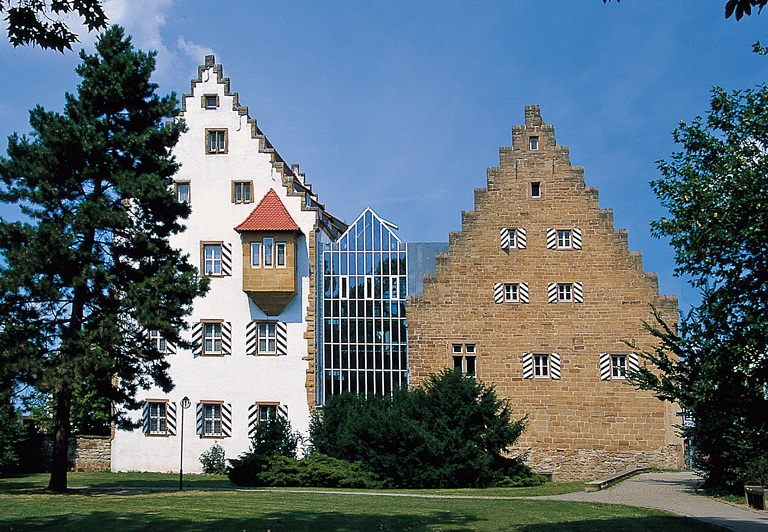
Viejo castillo de los guerreros teutones "Deutschordensschloss"
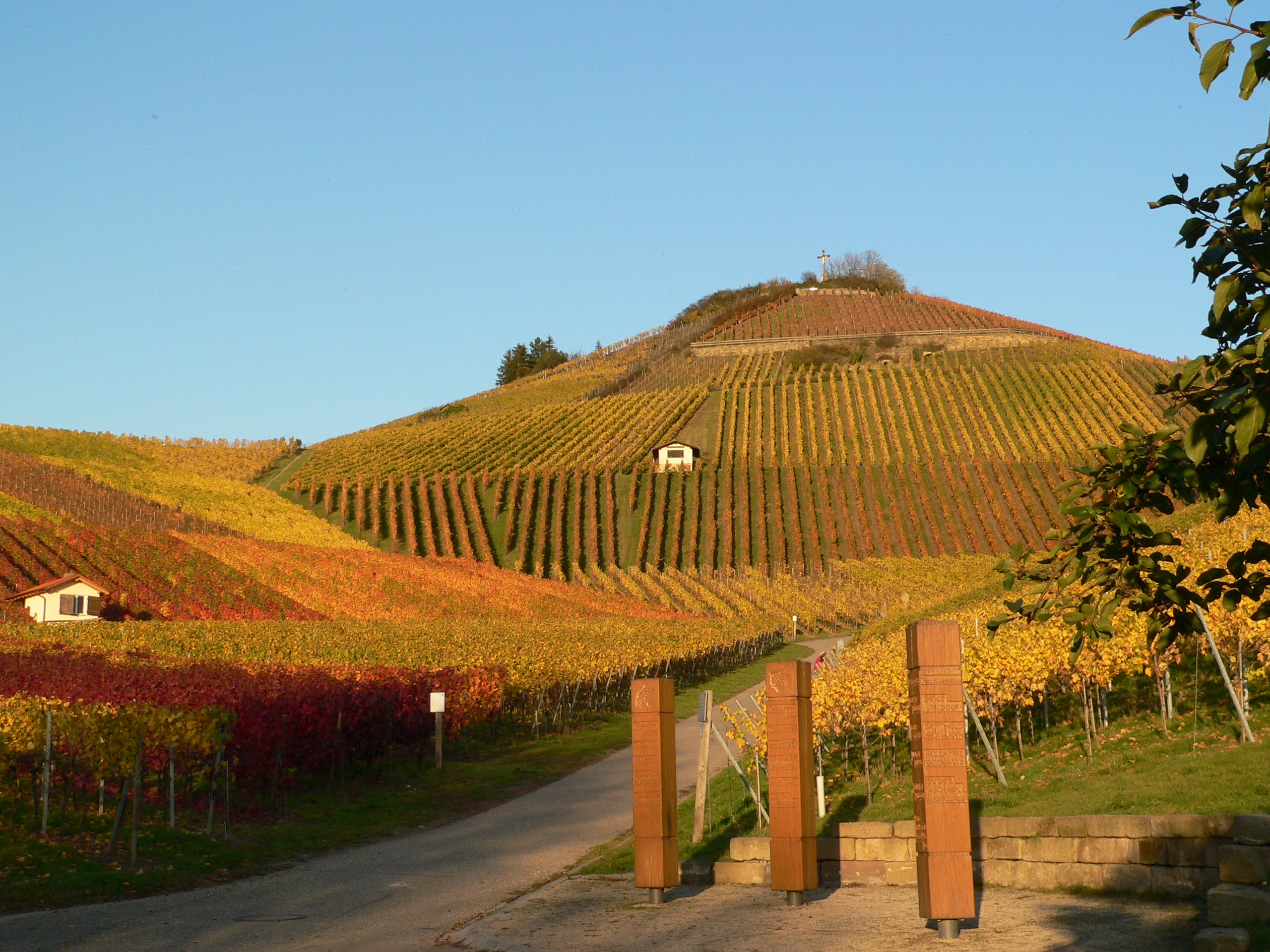
Campos de viñedos en la montaña "Scheuerberg"
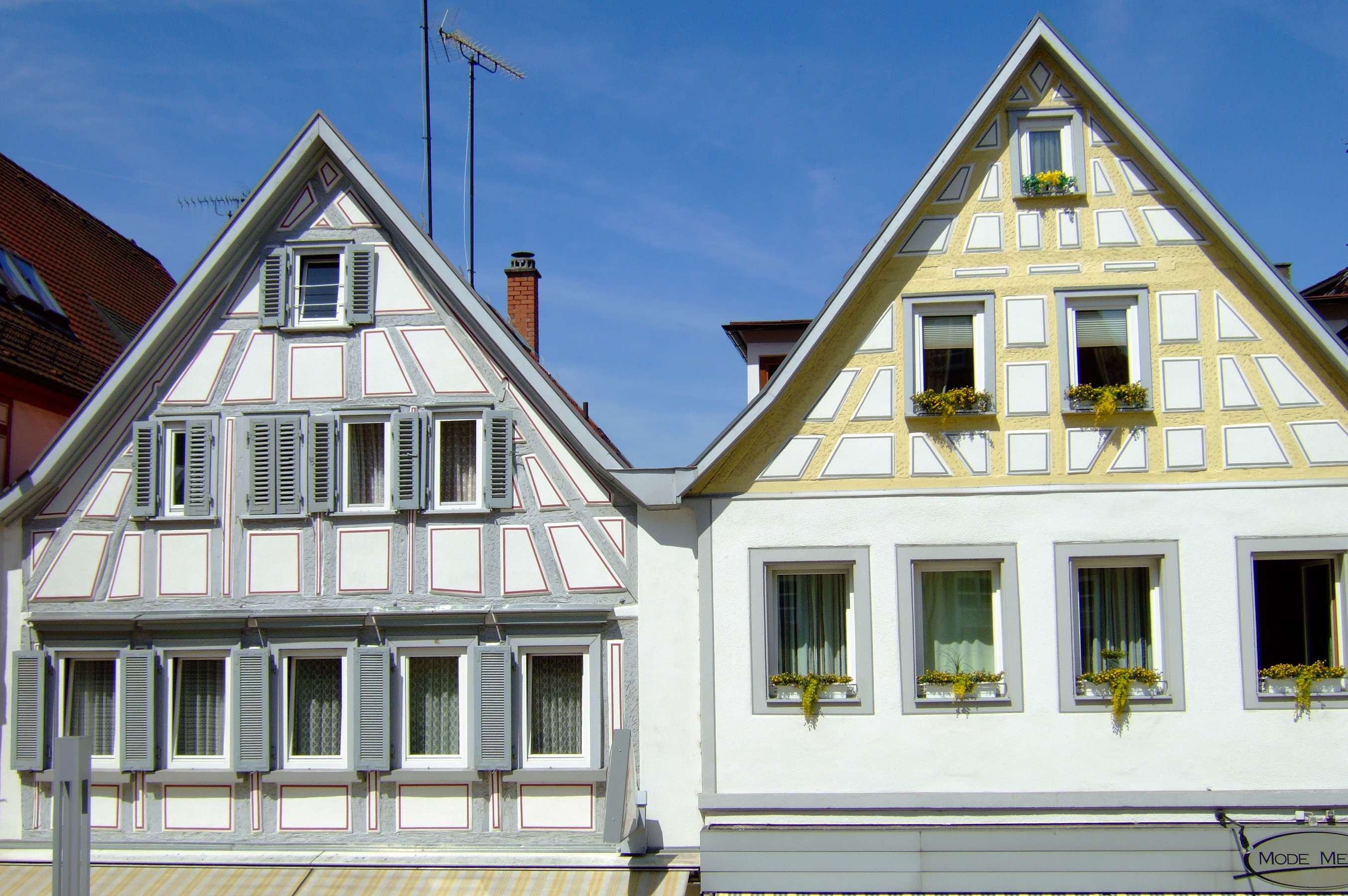
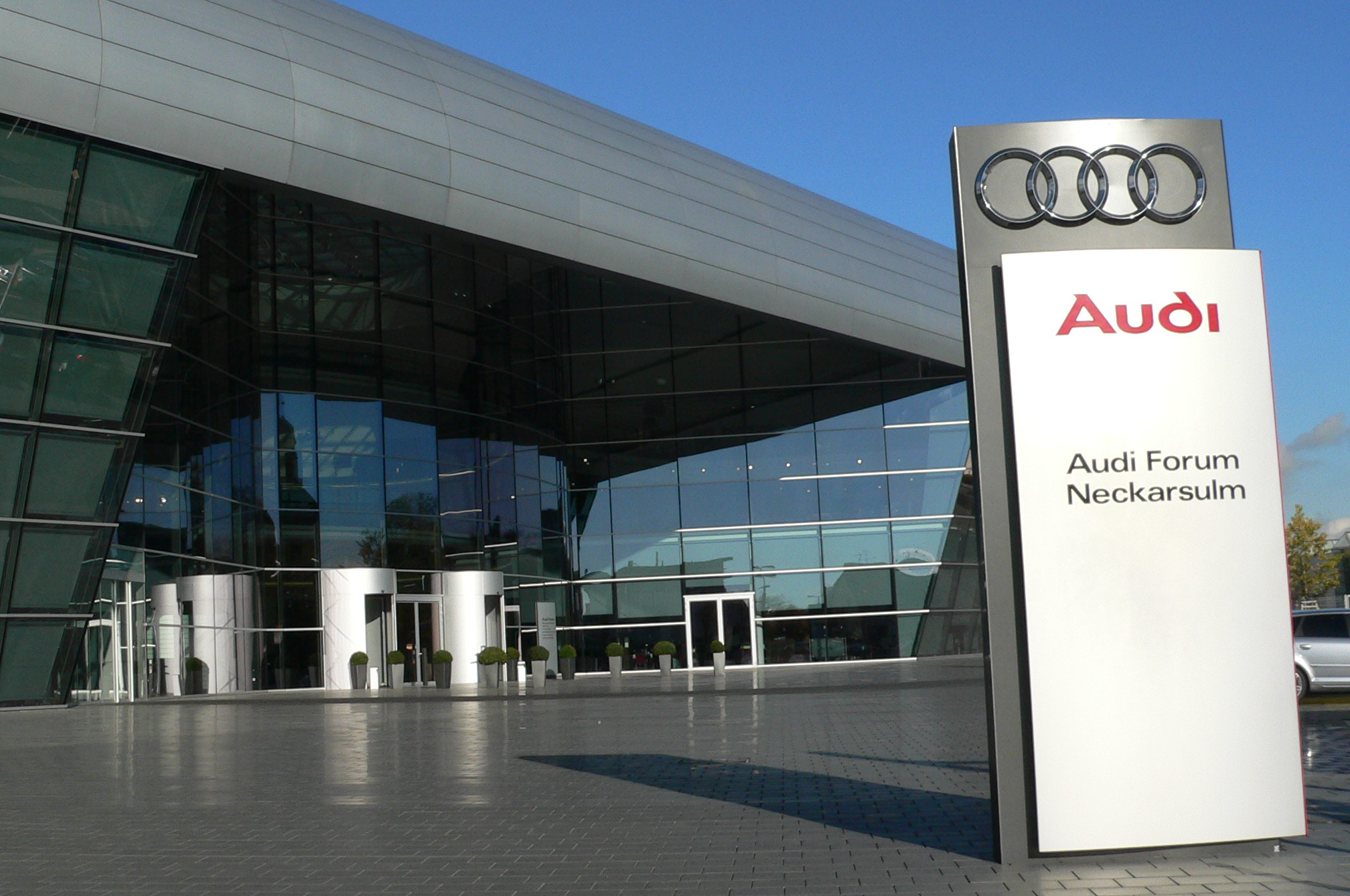
Audi Forum (Neckarsulm)
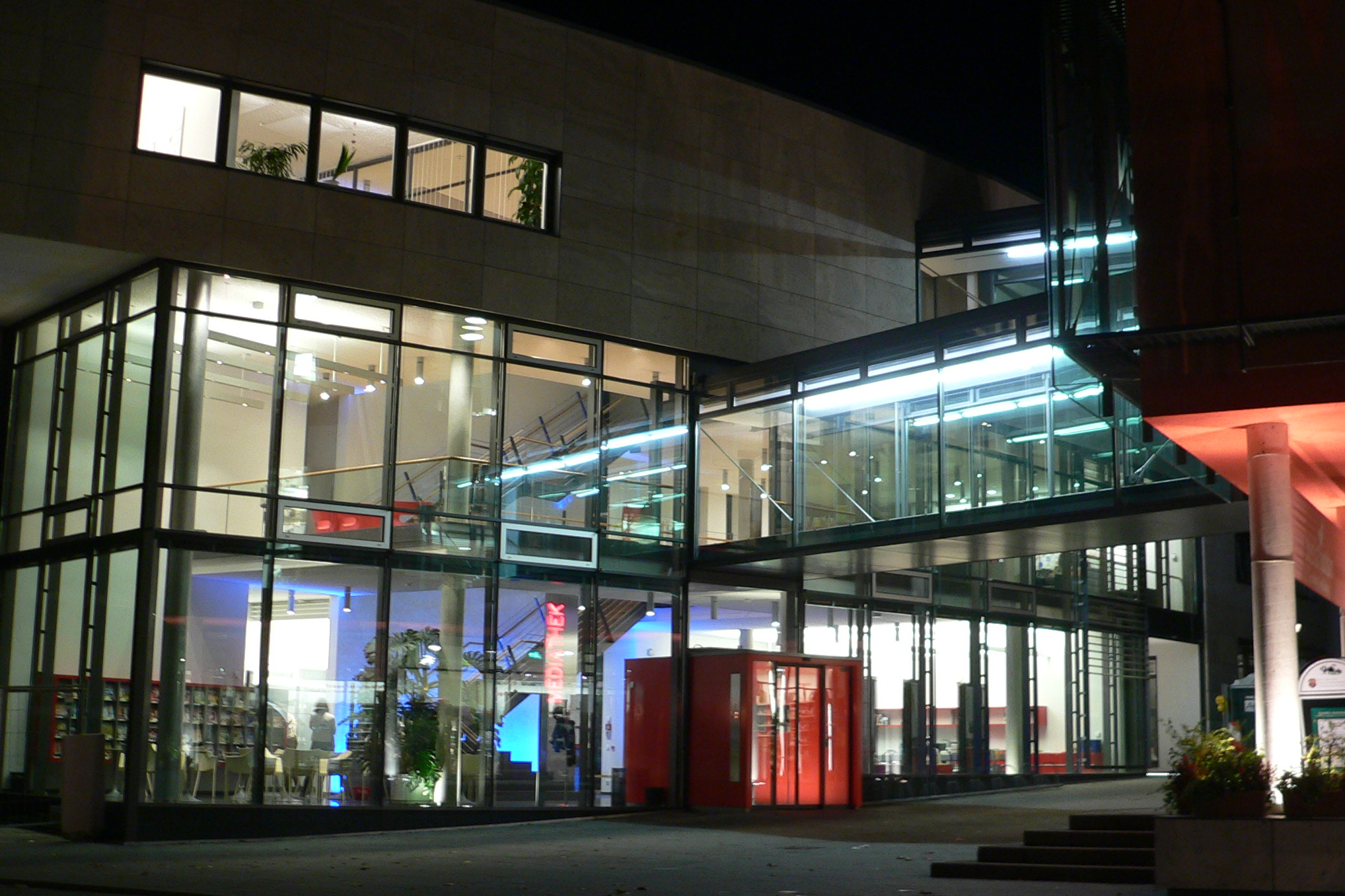
Mediathek
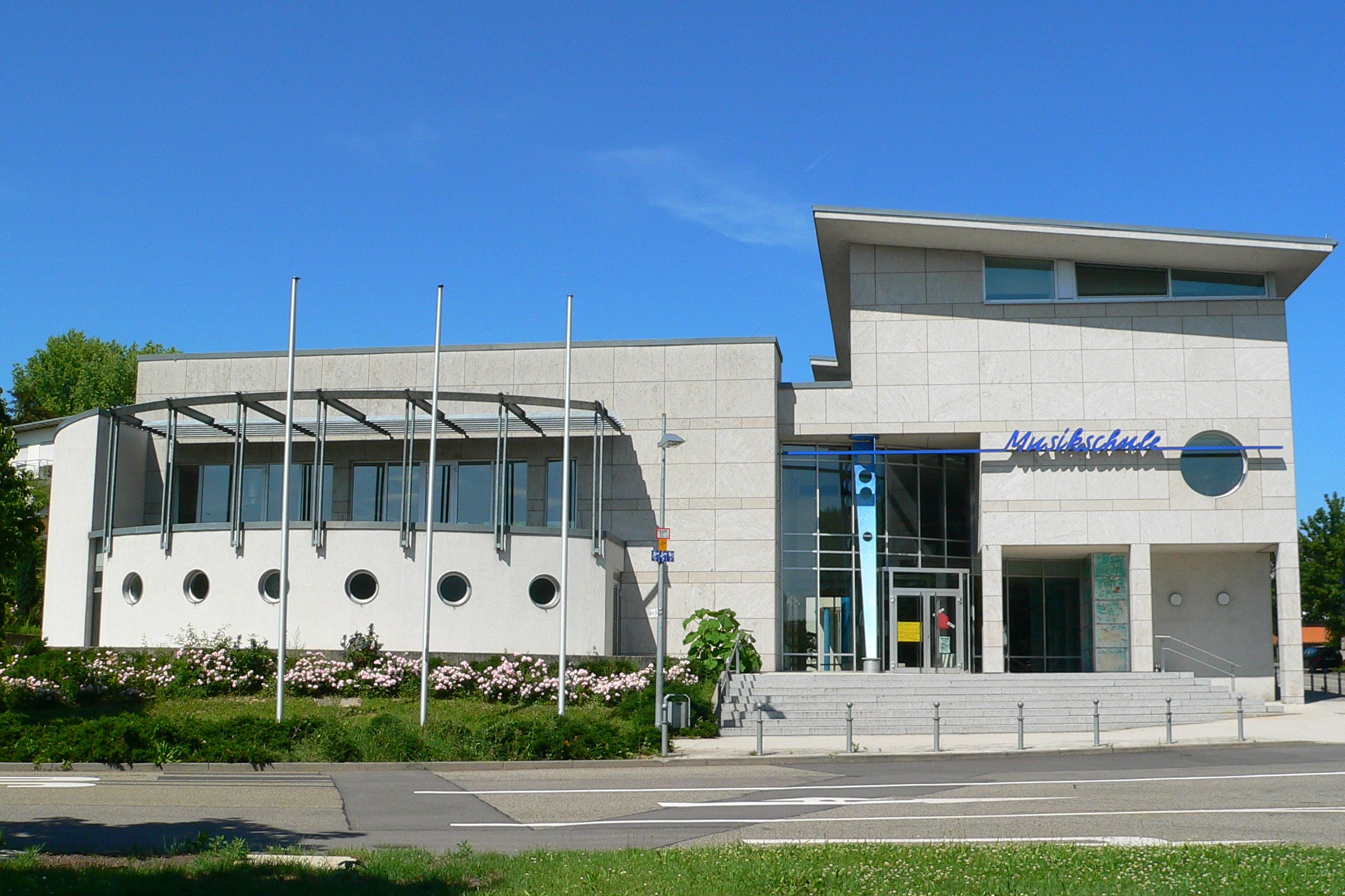
Musikschule Neckarsulm
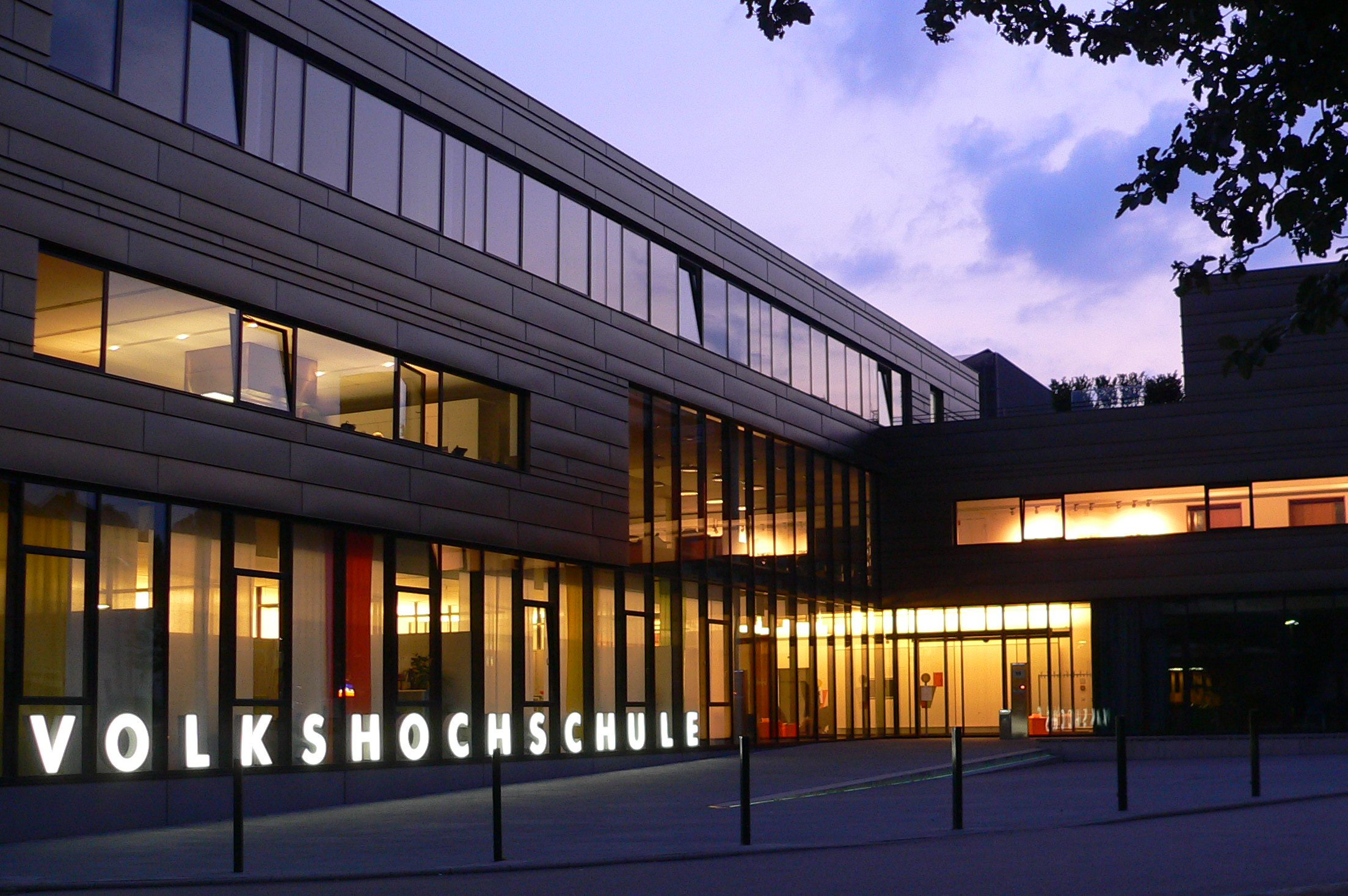
Volkshochschule
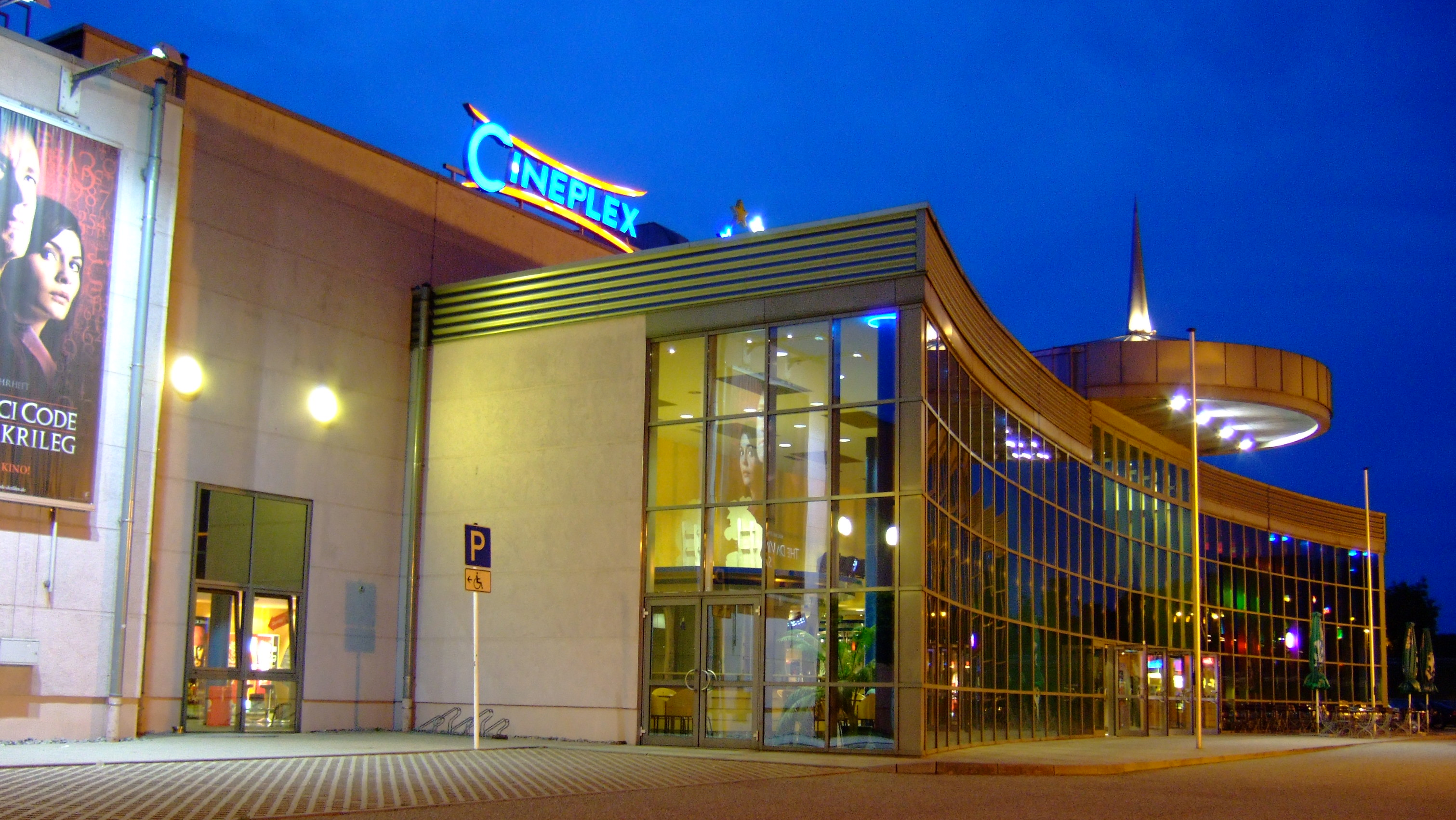
Kino Cineplex Neckarsulm
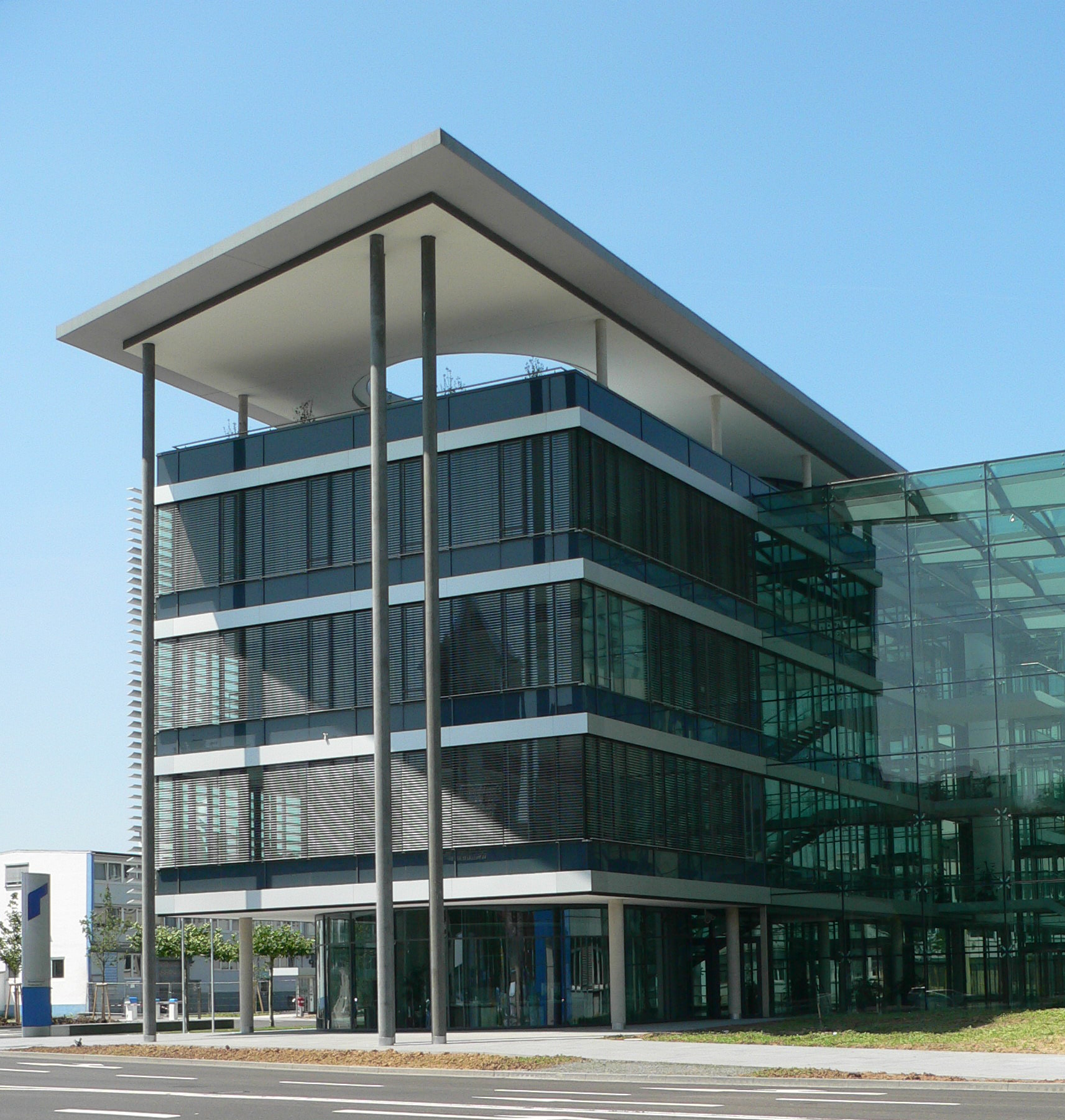
Customer Center
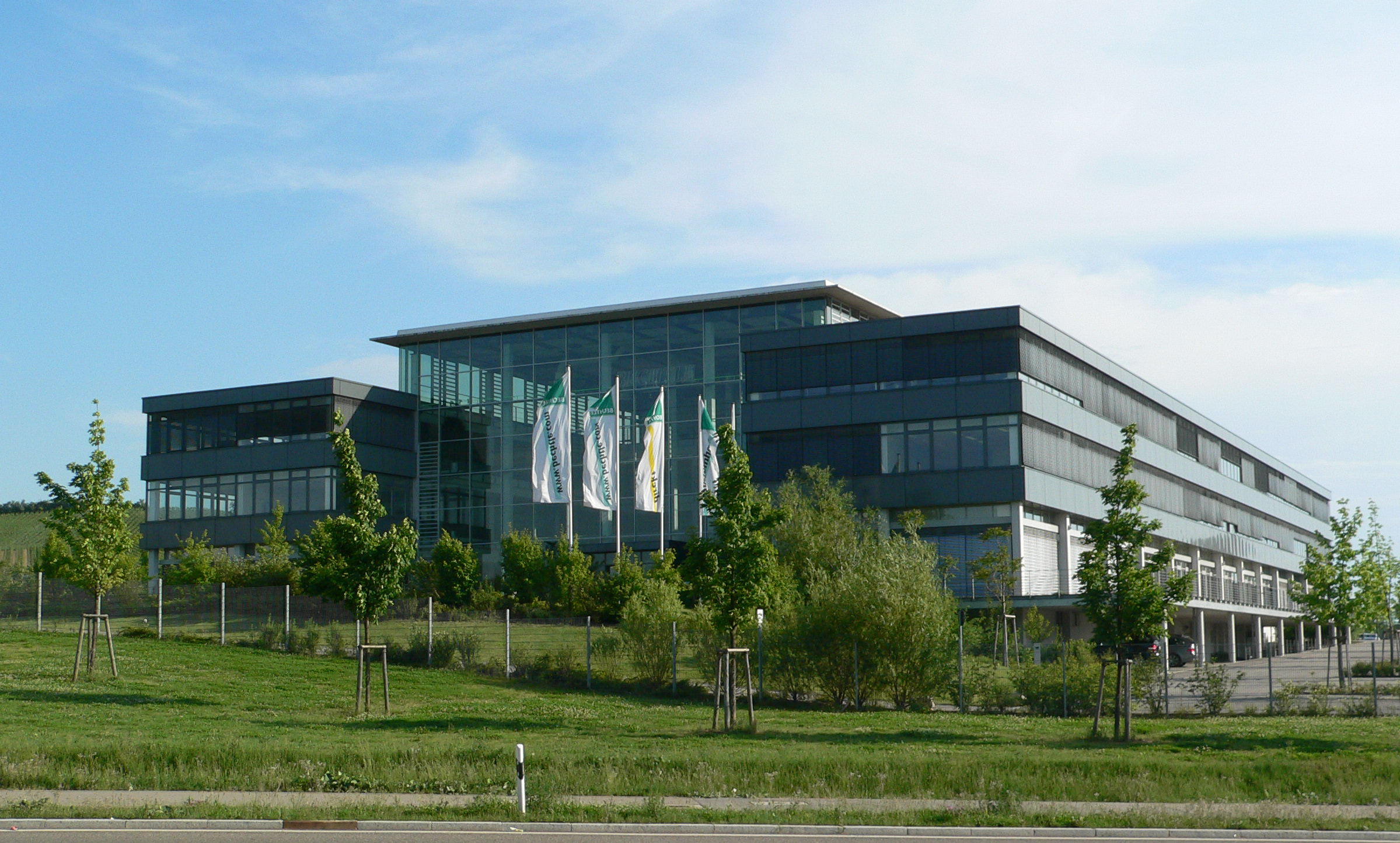
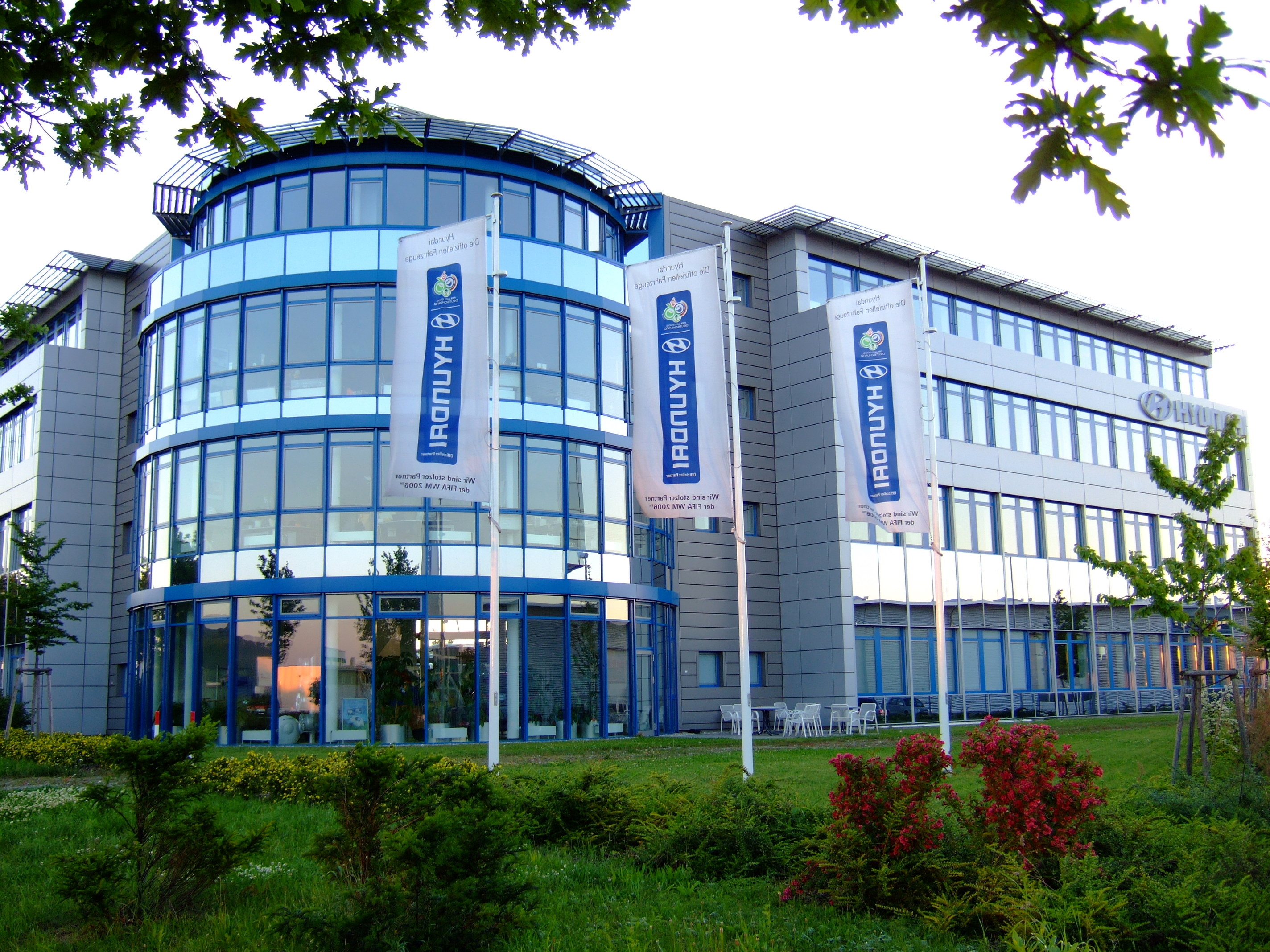
Hyundai Motor Deutschland
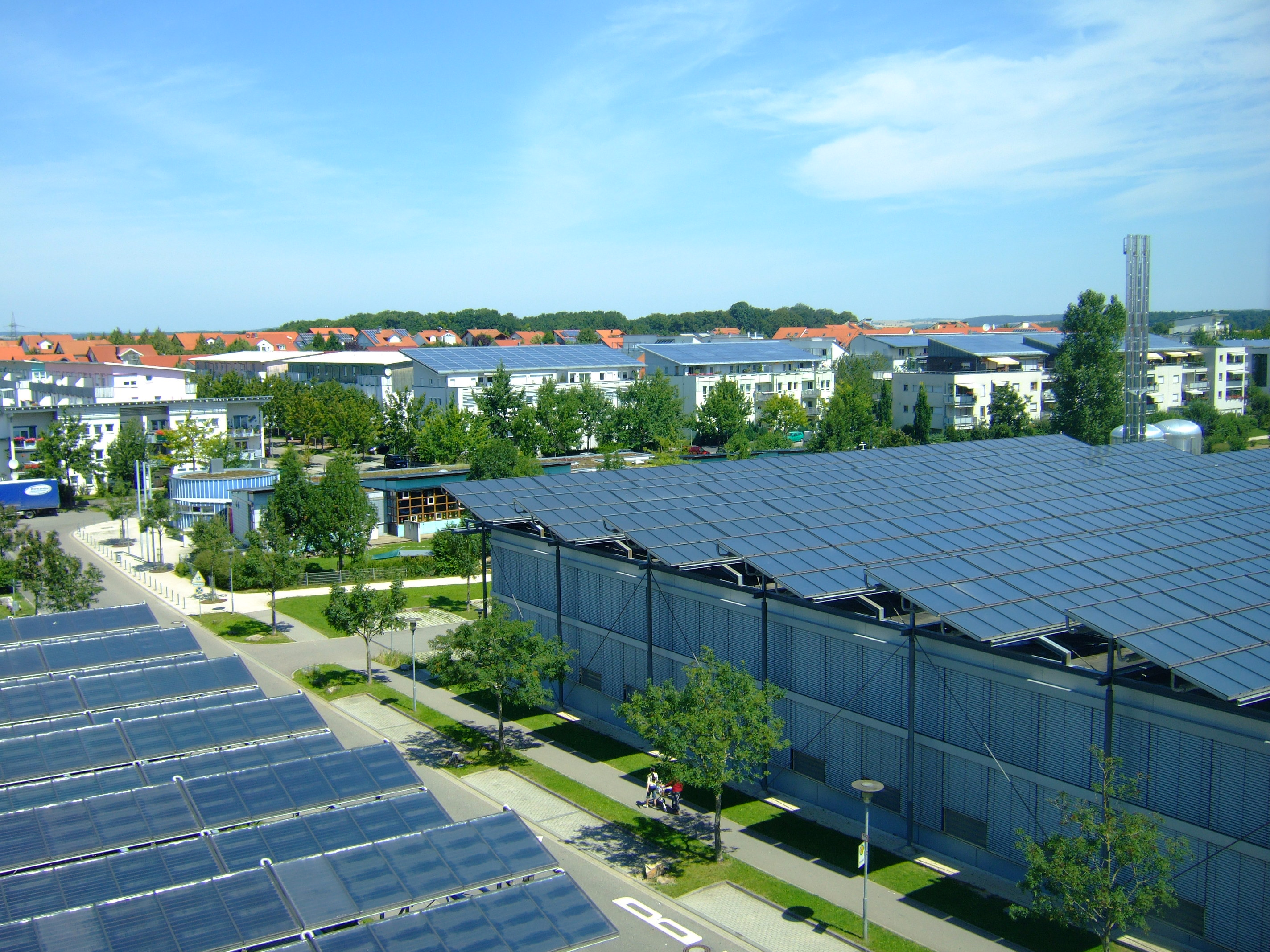
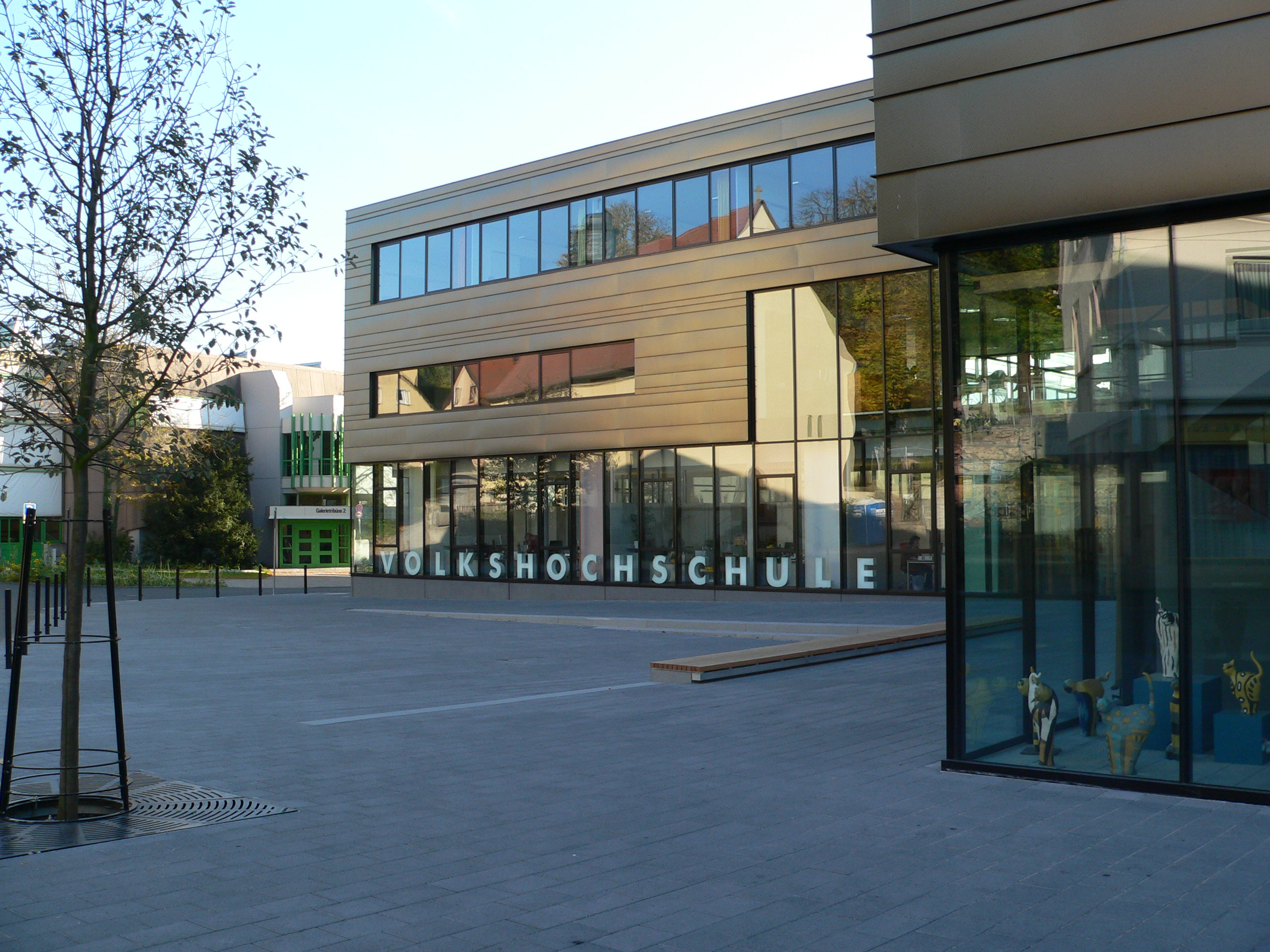
Volkshochschule Neckarsulm